# Multimonica
 (mars 2023).
Si vous disposez d'ouvrages ou d'articles de référence ou si vous connaissez des sites web de qualité traitant du thème abordé ici, merci de compléter l'article en donnant les références utiles à sa vérifiabilité et en les liant à la section « Notes et références ».
Le Multimonica ou Multimonica I est un synthétiseur analogique monophonique conçu par l'ingénieur allemand Harald Bode et produit par le constructeur allemand Hohner à partir de 1940. Il s'agit d'un des premiers synthétiseurs de série. Le modèle a été décliné en 1951 avec le Multimonica II, lui aussi conçu avant la Seconde Guerre mondiale, à partir de 1940.

## Caractéristiques
Le Multimonica dispose de deux claviers de 41 touches superposés : celui du dessous contrôle un harmonium et celui du dessus un synthétiseur monophonique.